# 27844 Fumitake
27844 Fumitake è un asteroide della fascia principale. Scoperto nel 1994, presenta un'orbita caratterizzata da un semiasse maggiore pari a 2,286681 UA e da un'eccentricità di 0,126496, inclinata di 5,518556° rispetto all'eclittica. Ha un diametro di 3,851 km. Ha un periodo di rotazione di 2,68004 ore.